# Tenipozid
Tenipozidul (sau tenipozida) este un agent chimioterapic utilizat în tratamentul unor cancere. Este un derivat semisintetic de podofilotoxină, fiind un inhibitor de topoizomerază II. Calea de administrare disponibilă este cea intravenoasă.

## Utilizări medicale
Tenipozidul este utilizat în tratamentul următoarelor forme de cancer:
- cancer ovarian
- cancer mamar
- carcinom bronhopulmonar (nu cel cu celule mici)
- leucemie limfocitară acută
- sarcom Kaposi, la pacienți cu SIDA

## Mecanism de acțiune
Molecula de tenipozid formează un complex cu molecula de ADN și cu topoizomeraza II, ceea ce previne legarea celor două catene și duce la ruperea lor.